# Birgit Bergmann

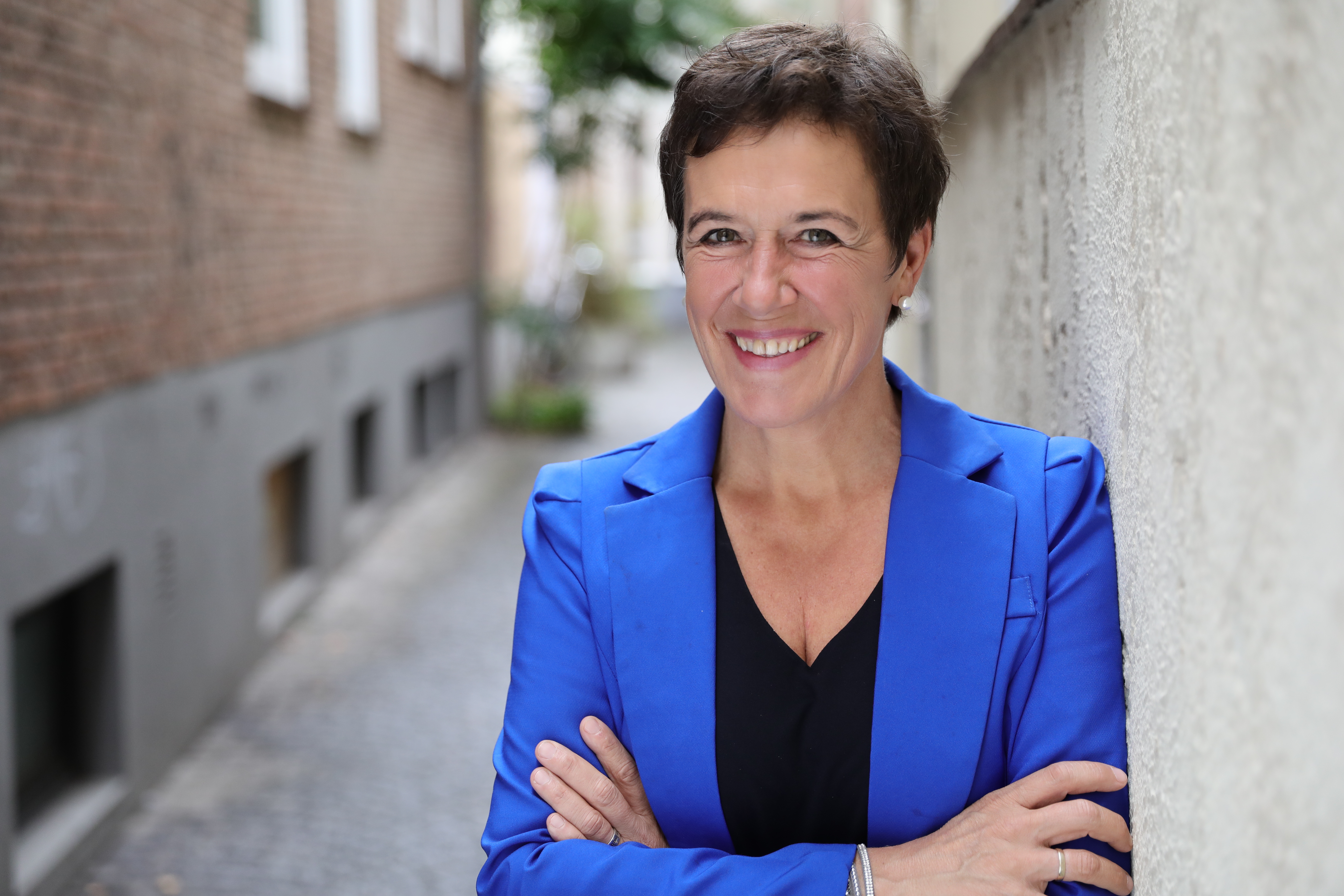
Birgit Bergmann 2019

Birgit Bergmann (* 28. Mai 1963 in Freudenstadt) ist eine deutsche Politikerin (parteilos, bis 2024 FDP, bis 2018 CDU). Sie war von 2015 bis 2023 Abgeordnete der Bremischen Bürgerschaft.

## Biografie

### Familie, Ausbildung und Beruf
Bergmann absolvierte das Abitur am Martin-Gerbert-Gymnasium. Sie studierte in Freiburg Sozialpädagogik und schloss ihr Studium 1987 als Diplom-Sozialpädagogin (FH) ab. Von 2002 bis 2004 absolvierte sie in Stuttgart eine Weiterbildung zur Systemischen Einzel-, Paar- und Familientherapeutin (DGSF) und von 2006 bis 2008 eine Ausbildung zur Systemischen Supervisorin/Coach (DGSF). Bis 2009 war Bergmann in unterschiedlichen sozialpädagogischen Berufsfeldern tätig: Kindertagesstätte/Hort, Universitäts-Kinderklinik, Frauenkurheim, Fachschule für Sozialpädagogik, Sozialpädagogische Familienhilfe, Erziehungsbeistandschaft, Schulsozialarbeit. Freiberuflich arbeitete sie in eigener Praxis als Familientherapeutin, als Trainerin und Coach. Von 2009 bis 2011 absolvierte sie den internationalen und interdisziplinären Masterstudiengang Wirtschaftspsychologie an der Universität Bremen.
Seit 2009 war Bergmann unter anderem als pädagogisch-diakonische Mitarbeiterin bei der Bremischen Evangelischen Kirche (St. Matthäusgemeinde), als Wissenschaftliche Mitarbeiterin an der Universität Bremen im Fachbereich Human- und Gesundheitswissenschaften und in der unternehmensorientierten Sozialberatung der Daimler AG in Bremen tätig. 2012 gründete sie die Führungsakademie für Nachhaltigkeit und Gesundheit in Bremen. Seit 2014 berät, begleitet, lehrt und coacht sie als selbständige Unternehmensberaterin Unternehmen, Teams und Einzelpersonen.
Bergmann ist verheiratet, hat drei Kinder und wohnt in Bremen, Horn-Lehe.

### Politik
Bergmann trat 2014 in die CDU ein und war Mitglied im Vorstand der CDU Schwachhausen. 2015 wurde sie als Abgeordnete in die Bremische Bürgerschaft gewählt. Sie war Arbeitsmarktpolitische Sprecherin der CDU-Fraktion, Fraktionssprecherin für Arbeit und Gleichberechtigung und Mitglied in der Deputation für Wirtschaft, Arbeit und Häfen. Außerdem war sie Mitglied im Ausschuss für Wissenschaft, Medien, Datenschutz und Informationsfreiheit und stellvertretende Vorsitzende des Ausschusses für die Gleichstellung der Frau und stellvertretendes Mitglied im Ausschuss für Angelegenheiten der Häfen im Lande Bremen.
Im März 2018 erklärte sie ihren Austritt aus der CDU. Sie schloss sich daraufhin der FDP-Fraktion an. Sie begründete den Parteiwechsel damit, dass die Schwerpunktsetzung der FDP ihrem Staats- und Menschenbild entspreche und bezog sich dabei insbesondere auf die Finanz- und die Bildungspolitik der FDP.
Sie wurde 2019, nun für die FDP, in die Bürgerschaft gewählt. Bergmann war Fraktionssprecherin für Bildung (Stadt), Inneres und Sport und Ansprechpartnerin für Kinder und religiöse Angelegenheiten. In folgenden parlamentarischen Gremien war sie Mitglied:
- Deputation für Inneres
- Deputation für Kinder und Bildung (städtisch)
- Deputationen für Sport (Sprecher/-in)
- Ausschuss für Petitionen

Bei der Bürgerschaftswahl in Bremen 2023 erhielt sie kein Mandat mehr und schied aus der Bürgerschaft aus.
Wegen des Gesetzes über die Selbstbestimmung in Bezug auf den Geschlechtseintrag ist sie im April 2024 aus der FDP ausgetreten.

## Veröffentlichungen
- Bergmann und A. Hahn: Nachhaltigkeit im Personalmanagement – Substanzorientierung ist Chefsache. Masterarbeit, Grin – Verlag, 2011.
- Personalmanagement im Gesundheitswesen – Mitarbeiterorientierung ist Chefsache. In: Deutsches Ärzteblatt, Jg. 109, Heft 6, 2, 2012.
- Spannungsfeld zwischen Nachhaltigkeit und Effizienz – empirische Befunde zum HRM in deutschen Krankenhäusern. In: Personalmanagement, Personalführung 4 S. 36, 2012.
- Effizienz und Substanzerhalt in Krankenhäusern – Führungskräfte in der Zwickmühle. In: Wirtschaftspsychologie aktuell 3 S. 22, 2012.
- Nur zwischen den Stühlen stehen Sie gut – im Dilemma Gestalter bleiben. In: Kardio-Lilly-letters. e-Zeitschrift (nur für Ärzte zugänglich), 2014.